# Mikia punctocincta
Mikia punctocincta är en tvåvingeart som först beskrevs av Villeneuve 1936.  Mikia punctocincta ingår i släktet Mikia och familjen parasitflugor. Inga underarter finns listade i Catalogue of Life.